# Optus
Optus（全稱Singtel Optus Pty Limited）是新加坡电信旗下的一家公司。自2001年起由新加坡电信完全拥有。Optus目前是澳洲第二大电信供应商，仅次于澳洲电信公司。

## 概況

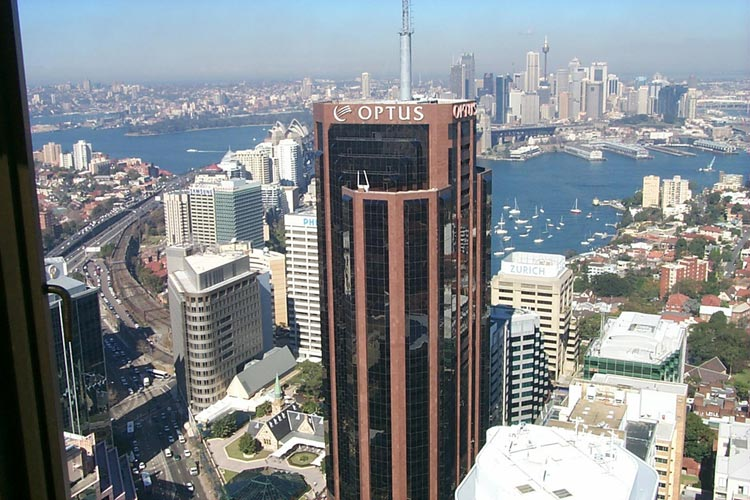
Optus在北悉尼的总部

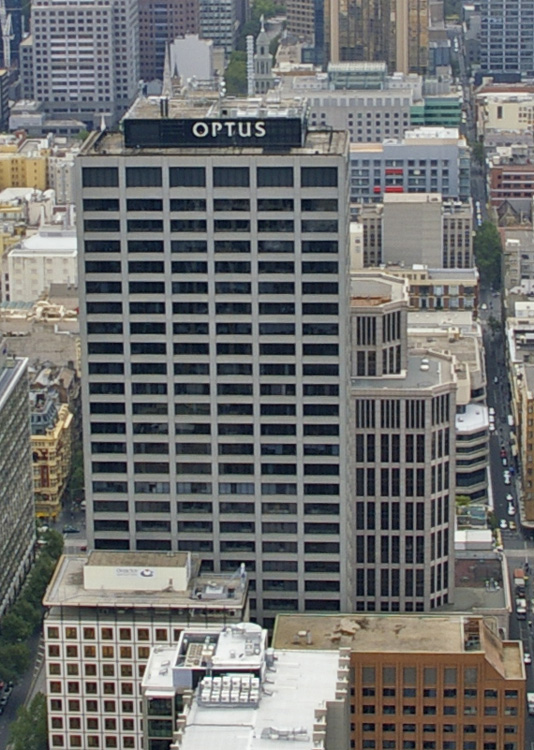
Optus在墨尔本的大楼

## 事件
2022年9月，Optus遭受网络攻击，大量客户的个人信息遭窃。
2023年11月8日，Optus的网络服务在澳洲全国发生中断事故，影响其上千万名个人、企业和政府用户，固定电话、移动电话，以及固定和移动互联网接入服务均受到影响。而墨尔本城市铁路亦因網路中斷導致整个火车网络通信中断，列車服務一度受阻。